# 諾維吉亞山
67°51′S 48°8′E / 67.850°S 48.133°E
諾維吉亞山是南極洲的山峰，位於恩德比地，處於克里斯滕森山以北11公里，海拔高度1,340米，該山峰根據澳大利亞探險隊拍攝的空中照片被繪入地圖。